# Kukeri

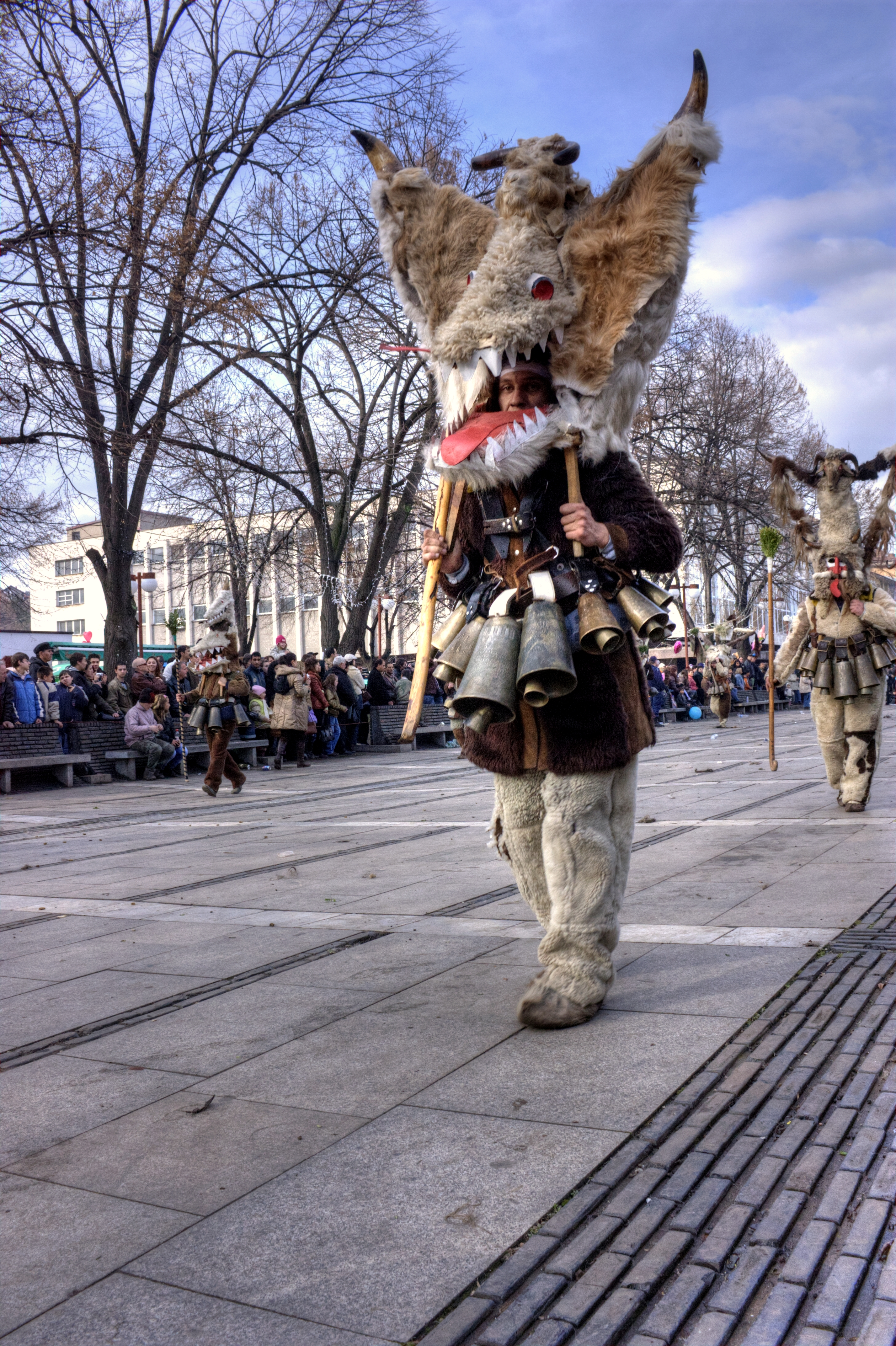
Kuker ve městě Pernik

Kukeri (bulharsky кукери, v jednotném čísle кукер, kuker) je tradiční bulharský rituál na zahnání zlých duchů prováděný lidmi v kostýmech. Ty pokrývají většinu těla a zahrnují dekorované dřevěné masky zvířat (občas dvouhlavé) a velké zvony kolem pasu. Kolem nového roku a před postní dobou kukeri chodí a tancují vesnicí, aby vyplašili zlé duchy s pomocí svých kostýmů a zvuku zvonů a aby pro vesnici na následující rok zajistili dobrou sklizeň, zdraví a spokojenost.
Kukeri tradičně navštěvují lidská obydlí v noci, aby "je slunce nechytilo na cestě". Když vesnici obejdou, shromáždí se na náměstí nebo na návsi, divoce tancují a rozveselují lidi. Rituál se liší region od regionu, ale jeho podstata zůstává v zásadě táž.

## Rozšíření rituálu a materiály na výrobu masek
Rituálu je přičítán thrácký původ. Podobné rituály lze nalézt také v Rumunsku a Srbsku. Maskované figury podobné kozám jsou známy v Moldávii jako Capra, v Muntenii jako Brezaia, v Bukovině jako Cerbul a v Sedmihradsku jako Turca. V řeckém Dionýsově kultu by pak oblékali kůži obětovaných kůzlat. Smrt a znovuzrození Capry (koz) odráží zánik a obrodu vegetace. Ostré rysy dřevěné masky Capry mají pohyblivou čelist pro větší efekt při tanci a jejich rohy jsou buď dřevěné, kozí, beraní nebo jelení. Jsou ozdobeny dívčími korálky, šátky, stuhami, mnohobarevnými střapci, břečťany (Hedera helix, rostlina zasvěcená Dionýsovi), bazalkami (ocimum basilicum, mj. symbol lásky v Itálii a Rumunsku), přírodními či umělými květinami atd. V závislosti na místních odlišnostech a tradicích může být tělo Capry vyrobeno z koberců nebo červených látek s našitými ozdobami: tradiční barevné látky, vyšívané kapesníky (v Sučavě), kozí kožešiny v župách Vrancea a Mehedinţi, látkové stuhy nebo barevný papír v župách Neamţ a Giurgiu atd.

## Kuker

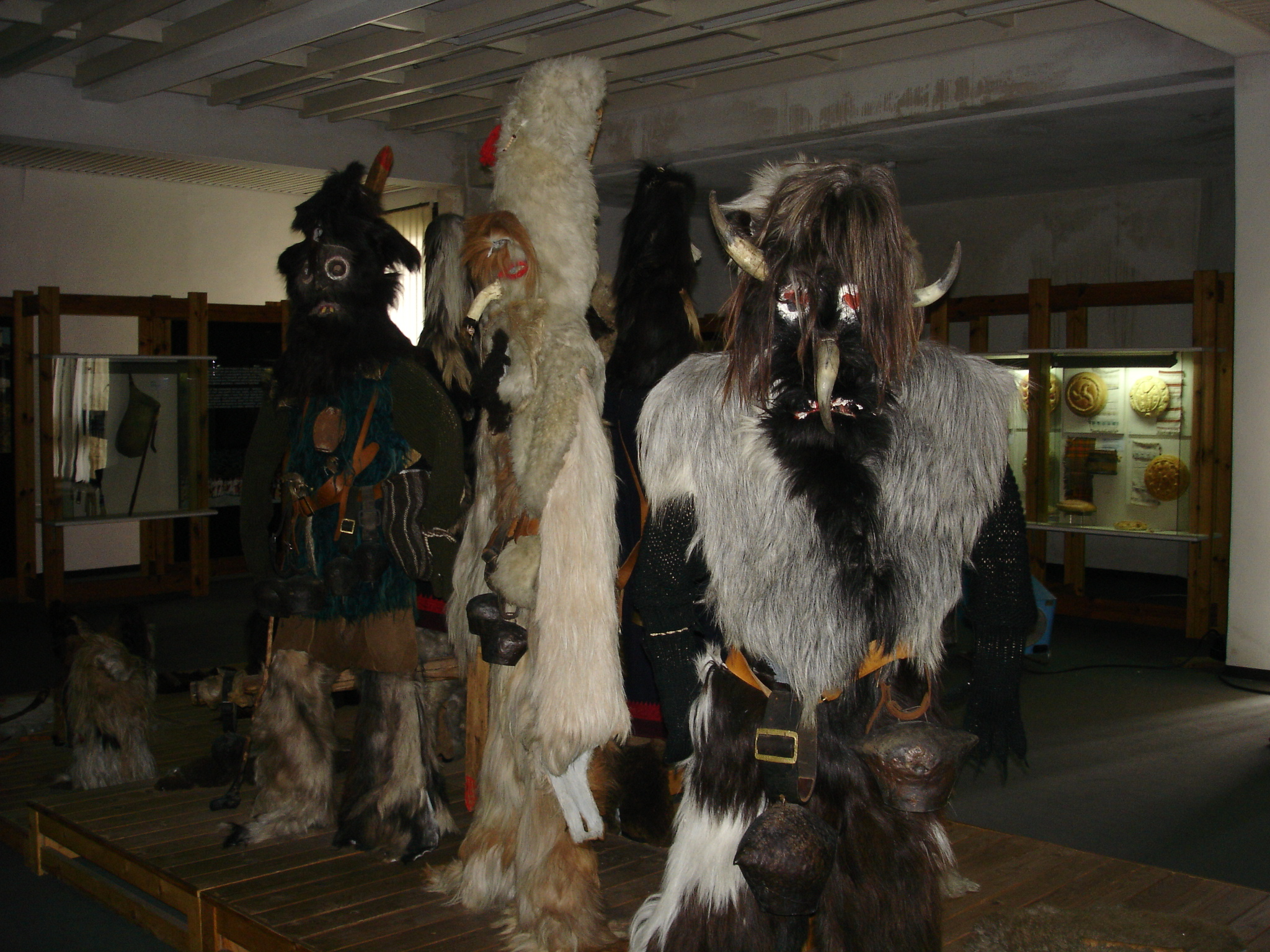
Kukeri z města Smoljan

Kuker je božstvo ztělesňující plodnost. V Bulharsku se rituální oslavy jara (něco na způsob karnevalu) konají po lidovém divadle, ve kterém je role kukera interpretována člověkem oděným do ovčí nebo kozí kožešiny, skrytým pod rohatou maskou a opásaného velkým dřevěným falem. Během rituálu se odehrává řada fyziologických aktů včetně sexuálního jako symbolu svátosti manželství, zatímco symbolická manželka, která je jako by těhotná, hraje pocit bolesti při porodu. Tyto rituály uvozují očekávané práce na poli (orba, setí) a je prováděn za přítomnosti četných alegorických postav, jako je např. císař a jeho doprovod.